# 2017 au Vatican
Chronologie du Vatican
- 2013
- 2014
- 2015
- 2016
- 2017
- 2018
- 2019
- 2020
- 2021

2015 par pays en Europe - 2016 par pays en Europe - 2017 par pays en Europe
2015 en Europe - 2016 en Europe - 2017 en Europe

## Administration
- Pape : François
- Président du Gouvernorat : Giuseppe Bertello
- Camerlingue de la Sainte Église romaine : Jean-Louis Tauran
- Cardinal secrétaire d'État : Pietro Parolin

## Chronologie

### Janvier 2017
- Dimanche 1er janvier 2017 : Extinction effective des conseils pontificaux « Cor Unum », « Justice et Paix », pour la pastorale des services de la santé et pour la pastorale des migrants et des personnes en déplacement dont les attributions sont reprises par le dicastère pour le service du développement humain intégral.

- Lundi 2 janvier 2017 : création du diocèse de Danlí au Honduras[1]
- Vendredi 13 janvier 2017 : Publication de l'instrumentum laboris (document préparatoire) pour la XVe assemblée ordinaire du synode des évêques sur le thème de « Les jeunes, la foi et le discernement des vocations » devant se tenir lieu en octobre 2018. Le document est composé d'une réflexion en trois étapes : « les jeunes dans le monde d'aujourd'hui », « la foi, le discernement, la vocation » et « accompagner les jeunes »[2].
- Samedi 14 janvier 2017 : visite privée du président palestinien Mahmoud Abbas au pape François au cours de laquelle ce premier offre au pape une pierre de l'Église du Saint-Sépulcre de Jérusalem, suivie de l'inauguration de l'ambassade de Palestine près le Saint-Siège[3]. La création de l'ambassade est la suite de l'accord signé en 2015 sur la reconnaissance de l'état palestinien[4].
- Lundi 16 janvier 2017 : dans le cadre de la réforme des médias du Vatican, avec l'instauration du Secrétariat pour la communication, le magazine de Radio Vatican en langue française est arrêté pour contraintes budgétaire et transformé en un unique format papier[5].
- Samedi 21 janvier 2017 : messe présidée par le pape François à l'occasion de la clôture du jubilé des 800 ans de l'Ordre des Prêcheurs marquée par l'anniversaire de la bulle Gratiarum Omnium Largitori du pape Honorius III mentionnant pour la première fois cet ordre[6].

### Février 2017
- Mardi 2 février 2017 : érection de la province ecclésiastique de Chittagong au Bangladesh avec pour suffragants les diocèses de Khulna et Barisal.
- Lundi 6 février 2017 : publication en salle de presse d'une nouvelle charte pour les personnels de santé par le Dicastère pour le service du développement humain intégral, cette charte est principalement composée d'une mise à jour du texte publié en 1995 par le Conseil pontifical pour la pastorale des services de la santé[7].
- Mercredi 8 février 2017 : érection du diocèse de Maintirano suffrageant de l'archidiocèse d'Antananarivo, par démembrement des diocèses de Tsiroanomandidy, Mahajanga et Morondava, à Madagascar[8].
- Lundi 13 au mercredi 15 février 2017 : 18e rencontre du conseil des cardinaux. À l'ordre du jour, les congrégations pour l'évangélisation des peuples et pour les Églises orientales et le conseil pontifical pour le dialogue interreligieuxainsi que le projet de diaconie de la justice[9].

### Mars 2017
- Samedi 25 mars 2017 : visite du pape à Milan[10].

### Avril 2017
- Samedi 1er avril 2017 : 
  - publication de la lettre apostolique Sanctuarium in Ecclesia du Pape, signée le 11 février précédent en la fête de Notre-Dame de Lourdes. Cette lettre transfère principalement la charge des sanctuaires, de la Congrégation pour le clergé au Conseil pontifical pour la promotion de la nouvelle évangélisation, dans le but de favoriser le rôle des sanctuaires vers l'évangélisation[11],[12].
  - érection des diocèses d'Evinayong (es) et de Mongomo (es) en Guinée équatoriale[13].
- Dimanche 2 avril 2017 : visite du pape dans le diocèse italien de Carpi[14].

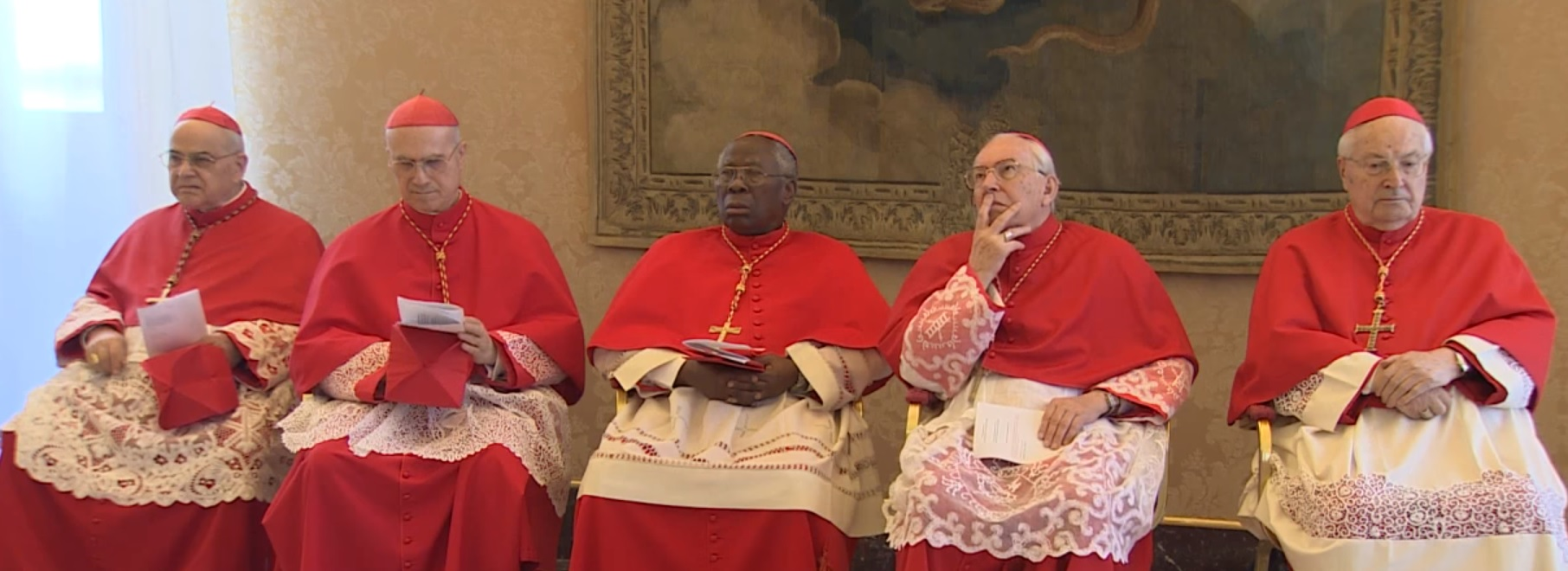
Cardinaux-évêques durant le consistoire ordinaire.

- Jeudi 20 avril 2017 : consistoire ordinaire public pour la canonisation de bienheureux[15].
- Lundi 24 au mercredi 26 avril 2017 : 19e rencontre du conseil des cardinaux. Les discussions portent sur la congrégation pour l'évangélisation des peuples, les conseils pontificaux pour le dialogue interreligieux, et les textes législatifs et sur les instances judiciaires du Saint-Siège. La formation des personnels au service du Saint-Siège est également abordée ainsi que les rapports entre Rome et les Églises locales[16].
- Vendredi 28 et samedi 29 avril 2017 : visite du pape en Égypte. Cette visite sous le signe de la paix a lieu en réponse à l'invitation conjointe du président de la République, de la conférence des évêques catholiques d’Égypte, du pape copte orthodoxe  et du grand imam de la mosquée al-Azhar et vise à renouer les liens du dialogue avec l'islam sunnite et à conforter la minorité copte, catholique comme orthodoxe[17].

### Mai 2017
- Jeudi 4 mai 2017 : à l'occasion d'une visite au Vatican d'Aung San Suu Kyi, conclusion d'un accord visant à l'établissement de relations diplomatiques complètes entre le Saint-Siège et la Birmanie avec la création d'une ambassade près le Saint-Siège, et d'une nonciature apostolique en Birmanie (en)[18].

- Samedi 12 et dimanche 13 mai 2017 : le Pape se rend à Fátima au Portugal pour marquer le centenaire de l'apparition de la Vierge Marie. À cette occasion, François canonise Francisco et Jacinta, deux des trois voyants de Fátima, faisant d'eux les plus jeunes saints, non martyrs, reconnus par l'Église[19].
- Dimanche 21 mai 2017 : annonce par le pape François au cours du Regina Cœli de la création de cinq nouveaux cardinaux électeurs au cours d'un consistoire qui se tiendra le 28 juin suivant[20].
- Vendredi 26 mai 2017 : acceptation de la démission du cardinal-vicaire de Rome Agostino Vallini par le pape François qui nomme Mgr Angelo De Donatis pour lui succéder[21].

### Juin 2017
- Jeudi 8 juin 2017 : le Pape reçoit une délégation du diocèse nigérian d'Ahiara (en), dont l'évêque nommé en 2012 ne peut prendre possession en raison de l'opposition d'une partie du clergé et des fidèles pour des raisons ethniques. Le Pape enjoint à cette occasion à tous les membres du clergé incardinés dans le diocèse de lui adresser sous 30 jours une lettre personnelle manifestant une demande de pardon, une déclaration d'obéissance au Pape et la reconnaissance de l'évêque nommé sous peine de suspens a divinis [22].
- Samedi 10 juin 2017 : le pape François accepte la demande du cardinal Roger Etchegaray de le décharger de l'office de vice-doyen du collège et approuve l'élection du cardinal Giovanni Battista Re pour le remplacer faite par les cardinaux-évêques[23].
- Lundi 12 au mercredi 14 juin 2017 : 20e rencontre du conseil des cardinaux. Elle s'attache en particulier à étudier la relation entre la curie romaine et les Églises locales, avec le souhait de promouvoir une « saine décentralisation » [24].

### Juillet 2017
- Samedi 1er juillet 2017 : nomination de Luis Ladaria Ferrer à la tête de la Congrégation pour la doctrine de la foi dont il était jusqu'alors secrétaire, en remplacement du cardinal Gerhard Ludwig Müller dont le mandat à la tête de la congrégation n'est pas renouvelé à l'issue d'un premier quinquennat[25].
- Samedi 8 juillet 2017 : publication de la lettre circulaire aux évêques sur le pain et le vin pour l'Eucharistie par la Congrégation pour le culte divin et la discipline des sacrements. Signée par le cardinal-préfet Robert Sarah et le secrétaire Arthur Roche, elle rappelle la vigilance que doivent porter les évêques sur les provenances, la fabrication et la composition du pan et du vin destinés à l'Eucharistie[26].
- Mardi 11 juillet 2017 : publication du Motu proprio Maiorem hac dilectionem (Il n’est pas de plus grand amour) établissant l'offrande de la vie comme nouveau critère pour les causes de béatification et de canonisation en plus des critères existants: le martyre les l'héroïcité des vertus[27].

### Août 2016
- 5 août 2017 : création de l'éparchie de Parassala des Syro-Malankars en Inde.

### Septembre 2017
- Mercredi 6 au dimanche 10 septembre 2017 : visite pastorale de François en Colombie sur le thème de la paix et de la reconciliation[28].
- Samedi 9 septembre 2017 : publication du Motu proprio Magnum principium sur la traduction des textes liturgiques. Ce Motu proprio redéfinit les rôles respectifs des conférences épiscopales et du Saint-Siège dans les traductions des textes liturgiques[29].
- Lundi 11 au mercredi 13 septembre 2017 : 21e rencontre du conseil des cardinaux.
- Mardi 12 septembre 2017 : érection de l'éparchie de Tchernivtsi des Ukrainiens par scission de l'éparchie de Kolomyia-Tchernivtsi[30].
- Mardi 19 septembre 2017 : publication du Motu proprio Summa familiae cura érigeant l'Institut pontifical théologique Jean-Paul II pour les sciences du mariage et de la famille. Cet institut remplace l'Institut pontifical Jean-Paul II d'études sur le mariage et la famille créé en 1981 en élargissant le champ de ses recherches « d'une part relativement aux nouveaux aspects de la charge pastorale et de la mission de l'Église et d'autre part relativement aux développements des sciences humaines et de la culture anthropologique dans un domaine si fondamental pour la culture de la vie. »[31].
- Mercredi 20 septembre 2017 : ratification par le Saint-Siège du traité sur l'interdiction des armes nucléaires[32]
- Jeudi 21 septembre 2017 : érection du diocèse de Bomadi, au Nigéria, par transformation du vicariat apostolique préexistant[33].

### Octobre 2017
- Lundi 2 octobre 2017 : érection du diocèse de Francistown (en), au Botswana, par transformation du vicariat apostolique préexistant[34].
- Mardi 10 octobre 2017 : pour l'Église catholique syro-malabare, érection des éparchies de Hosur et de Shamshabad[35].

### Novembre 2017
- Mardi 21 novembre 2017 : création d'une troisième section, chargée du personnel diplomatique du Saint-Siège, au sein de la Secrétairerie d'État[36].
- Mercredi 22 novembre 2017 : érection du diocèse de Cruz das Almas au Brésil par démembrement de l'archidiocèse de São Salvador da Bahia dont il devient suffragant[37].
- Dimanche 25 novembre au samedi 2 décembre 2017 : visite pastorale du pape en Birmanie et au Bengladesh.
- Jeudi 29 novembre 2017 : érection des diocèses de Bluefields et de Siuna au Nicaragua par transformation et démembrement du vicariat apostolique de Bluefields.

### Décembre 2017
- Lundi 11 au mercredi 13 décembre 2017 : 22e rencontre du conseil des cardinaux.
- Jeudi 21 décembre 2017 : Vœux de Noël à la Curie romaine au cours desquels François fustige les traitres à ses réformes[38]